# Lamput
Lamput es una Serie intersticial de televisión animada en 2D de la India creada por Vaibhav Kumaresh y producida por Vaibhav Studios para Cartoon Network Asia, que consta de minicortos de 15 segundos que se ampliaron a 2 minutos para la segunda temporada. Es el segundo programa original indio de Cartoon Network después de Roll No 21, que se transmite en Cartoon Network (India). La tercera temporada consta de episodios que van de 3 a 5 minutos, con algunos especiales de 7 minutos, que se transmiten en Cartoon Network en APAC, EMEA y LATAM. Lamput también comenzó a transmitirse por el canal Boomerang.
El 20 de abril de 2021, se anunció un cruce entre Lamput y el personaje chino de Internet Tuzki, junto con una cuarta temporada en proceso.

## Sinopsis
Lamput es una criatura pegajosa de color naranja que escapó del laboratorio de Specs y Skinny. Intentan atrapar a Lamput pero nunca lo logran debido a la capacidad de Lamput para cambiar de forma.

## Episodios

### Temporada 3
- Ep.1 La persecución (1 de septiembre de 2021 Latinoamérica)-
- Ep.2 El rival (1 de septiembre de 2021 Latinoamérica)
- Ep.3 La separación (1 de septiembre de 2021 Latinoamérica)
- Ep.4 Agua (8 de septiembre de 2021 Latinoamérica)
- Ep.5 Futuro tenso (8 de septiembre de 2021 Latinoamérica)
- Ep.6 Skinny y la piscina (15 de septiembre de 2021 Latinoamérica)
- Ep.7 Noche de cita (15 de septiembre de 2021 Latinoamérica)
- Ep.8 Lamput y la araña (22 de septiembre de 2021 Latinoamérica)
- Ep.9 Orígenes (22 de septiembre de 2021 Latinoamérica)
- Ep.10 Mezcla de cachorros (29 de septiembre de 2021 Latinoamérica)
- Ep.11 Control de edad (29 de septiembre de 2021 Latinoamérica)
- Ep.12 Dr. Lamput (6 de octubre de 2021 Latinoamérica)
- Ep.13 Vacaciones (6 de octubre de 2021 Latinoamérica)
- Ep.14 Las vencidas (13 de octubre de 2021 Latinoamérica)
- Ep.15 Cita con el psiquiatra (13 de octubre de 2021 Latinoamérica)
- Ep.16 El collar invisible (20 de octubre de 2021 Latinoamérica)
- Ep.17 Arma de transferencia (20 de octubre de 2021 Latinoamérica)
- Ep.18 Super Docs (27 de octubre de 2021 Latinoamérica)
- Ep.19 La noche de baile de Skyinny (27 de octubre de 2021 Latinoamérica)
- Ep.20 Lamput y su noche de hotel (3 de noviembre de 2021 Latinoamérica)
- Ep.21 Lamput y el elefante (3 de noviembre de 2021 Latinoamérica)
- Ep.22 Amnesia (10 de noviembre de 2021 Latinoamérica)
- Ep.23 Hipo monstruoso (10 de noviembre de 2021 Latinoamérica)
- Ep.24 El sonámbulo (17 de noviembre de 2021 Latinoamérica)
- Ep.25 Baloncesto (17 de noviembre de 2021 Latinoamérica)
- Ep.26 Loción de supervelocidad (24 de noviembre de 2021 Latinoamérica)
- Ep.27 Specs y el ladrón (24 de noviembre de 2021 Latinoamérica)
- Ep.28 Bruja (1 de diciembre de 2021 Latinoamérica)
- Ep.29 La recompensa (1 de diciembre de 2021 Latinoamérica)
- Ep.30 Desfile de moda (8 de diciembre de 2021 Latinoamérica)
- Ep.31 El ladrón en el museo (8 de diciembre de 2021 Latinoamérica)
- Ep.32 Evolución (15 de diciembre de 2021 Latinoamérica)
- Ep.33 El rayo encogedor (15 de diciembre de 2021 Latinoamérica)
- Ep.34 Concierto de rock (22 de diciembre de 2021 Latinoamérica)
- Ep.35 El jefe de mamá (5 de enero de 2022 Latinoamérica)
- Ep.36 El bigote del jefe (5 de enero de 2022 Latinoamérica)
- Ep.37 Jamput (12 de enero de 2022 Latinoamérica)
- Ep.38 Alien, otra vez (12 de enero de 2022 Latinoamérica)
- Ep.41 Animal X (26 de enero de 2022 Latinoamérica)
- Ep.42 Una lección difícil (26 de enero de 2022 Latinoamérica)
- Ep.43 Lamput conoce a Tuzki (22 de diciembre de 2021 Latinoamérica)

Nota: El episodio 10 y 11 se estrenaron en el bloque Festival HBO Max el 26 de septiembre de 2021.

## Recepción

### Respuesta crítica
Lamput se ganó la distinción de ser el primer programa indio vendido de una biblia de tono que salió al aire a nivel mundial.

### Reconocimientos
El programa ganó dos premios BAF, uno en la categoría Estudio de caso del año y otro en la categoría Mejor episodio animado (hindú). La temporada 2 de Lamput está nominada a los Premios Emmy Internacionales 2019 en la categoría de Animación Infantil.